# Communauté de communes de Lacq
Die Communauté de communes de Lacq ist ein ehemaliger Gemeindeverband (Communauté de communes) im südfranzösischen Département Pyrénées-Atlantiques in der Region Aquitanien.

## Geschichte
Nach dem gescheiterten Vorschlag, zwei Distrikte zu bilden, wurde am 1. Juli 1974 durch einen Erlass das 16 Gemeinden umfassende District de Lacq gebildet. Dieses wurde am 15. Juni 2000 in eine Communauté de communes umgewandelt. Nach einem Erlass vom 4. November 2010 kamen am 1. Januar 2011 die insgesamt 31 Gemeinden der aufgelösten Gemeindeverbände von Arthez, Lagor und Monein zur Communauté de communes de Lacq hinzu. 

## Ehemalige Mitgliedsgemeinden
| - Abidos - Abos - Argagnon - Arnos - Arthez-de-Béarn - Artix - Bésingrand - Biron - Boumourt - Cardesse - Casteide-Cami - Casteide-Candau | - Castetner - Castillon-d’Arthez - Cescau - Cuqueron - Doazon - Hagetaubin - Laà-Mondrans - Labastide-Cézéracq - Labastide-Monréjeau - Labeyrie - Lacadée - Lacommande | - Lacq - Lagor - Lahourcade - Loubieng - Lucq-de-Béarn - Maslacq - Mesplède - Monein - Mont - Mourenx - Noguères - Os-Marsillon | - Ozenx-Montestrucq - Parbayse - Pardies - Saint-Médard - Sarpourenx - Sauvelade - Serres-Sainte-Marie - Tarsacq - Urdès - Viellenave-d’Arthez - Vielleségure |